# Parascylliidae
Parascylliidae – rodzina ryb chrzęstnoszkieletowych z rzędu dywanokształtnych (Orectolobiformes), zamieszkująca wody zachodniego Pacyfiku. Rozmiary dorosłych osobników nie przekraczają 90 cm. Charakteryzują się smukłym, wydłużonym kształtem, kocimi oczami, oraz wąsami umieszczonymi w dolnej powierzchni pyska.

## Systematyka
Do rodziny Parascylliidae zaliczane są następujące rodzaje:
- Cirrhoscyllium Smith & Radcliffe, 1913
- Parascyllium Gill, 1862